# Alessandro Sommella
Alessandro Sommella (Napoli, 12 aprile 1956) è un bassista italiano.
Dopo aver studiato la chitarra ed il contrabbasso per anni, si è dedicato allo studio del basso elettrico.
Per molti anni ha lavorato a Londra come produttore artistico di numerosi successi internazionali, come Shine on dei Souled out.
Ha affiancato Domenico ''GG'' Canu e Sergio Della Monica nel dar vita al gruppo Planet Funk coi quali ha vinto il disco d'oro con l'album Non Zero Sumness. Dal 2005 non ne fa più parte.
Il brano Sangue e arena contiene il componimento L'arroganza del potere, della poetessa italiana Heena Suman. Per lei ha musicato il brano Congo.
Per tutto il 2005 ha collaborato con Marcella Boccia, affiancando i musicisti Feffa ed Alfred K. Parolino.
Sebbene abbia scelto di non accompagnare i Planet Funk al tour mondiale, lavorando da solista, continua a collaborare con i suoi soci nella produzione artistica di album di cantanti italiani ed internazionali, come Jovanotti (brano Falla girare dell'album Buon Sangue), Roberto Angelini, Sally Doherty e molti altri.

## Discografia
- 1991 - Sold Out
- 2002 - Non Zero Sumness
- 2006 - La deriva dei continenti (album da solista)